# Jermaine O'Neal
Jermaine Lee O'Neal (Columbia, 13 ottobre 1978) è un ex cestista statunitense, professionista nella NBA.
O'Neal ha avuto una carriera di successo a livello di high school e ha dichiarato la sua eleggibilità per il draft NBA 1996 (unico liceale insieme a Kobe Bryant). È stato selezionato dai Portland Trail Blazers come 17ª scelta nel primo giro, ma non è riuscito a ritagliarsi un nome in prima squadra ed è stato così scambiato agli Indiana Pacers nel 2000. In otto stagioni ad Indiana, ha giocato sei volte l'All-Star Game, vincendo inoltre il premio NBA Most Improved Player (giocatore maggiormente migliorato) nella stagione 2001-02. Ha inoltre guidato i Pacers sino ai playoff per sei volte, inclusa la finale di Conference nella stagione 2003-04. È stato scambiato ai Toronto Raptors prima dell'inizio della stagione 2008-09, ma è stato ceduto ai Miami Heat poco dopo.
Nonostante abbiano lo stesso cognome, non ha alcun legame di parentela con Shaquille O'Neal, suo ex compagno di squadra ai Boston Celtics.

## Carriera

### NBA
Venne selezionato dai Portland Trail Blazers nel draft NBA del 1996 con la diciassettesima scelta assoluta, proveniente direttamente dalla Eau Claire High School. Divenne così il giocatore più giovane ad entrare nella NBA, a 18 anni e 1 mese (prima dell'arrivo di Andrew Bynum).
Dopo tre stagioni a Portland all'ombra di Rasheed Wallace, nel 2000 viene scambiato agli Indiana Pacers per Dale Davis. A Indiana diventa subito titolare e finisce la sua prima stagione con 12,9 punti di media. Continua a migliorare e nella sua seconda stagione ai Pacers (2001-02) finisce con 19 punti, 10,5 rimbalzi e 2,3 stoppate di media e al termine della stagione viene eletto NBA Most Improved Player (giocatore più migliorato). In quella stagione viene anche votato per partecipare all'All Star Game e a fine anno viene inserito per la prima volta in un All-NBA Team.
Durante il mercato estivo del 2008 viene ceduto ai Toronto Raptors, dove rimane fine al febbraio 2009, quando viene ceduto ai Miami Heat.
Il suo nome è legato alla rissa scoppiata durante la stagione 2004-05 nella partita tra Pacers e Pistons, quando O'Neal, con il compagno Stephen Jackson, salì nelle tribune per difendere il compagno  Ron Artest che era assalito dagli spettatori dopo aver cercato di picchiare uno spettatore reo di avergli gettato un bicchiere di birra addosso. La rissa degenerò allargandosi anche ad altre persone e ad O'Neal fu comminata una squalifica di 25 giornate (poi accorciate a 15).

#### Miami Heat
Gli Heat compilano un record di 7-5 nelle prime 12 partite di Jermaine, incluso un successo sui Toronto Raptors all'Air Canada Centre, tentando di salvaguardare il 4º posto ottenuto nei play-off. Miami conclude la stagione con 43 successi e 39 sconfitte classificandosi 5ª. Tuttavia nel primo round dei play-off gli Atlanta Hawks riescono a sconfiggere gli Heat in 7 gare, sancendo così la loro eliminazione.

#### Boston Celtics e Phoenix Suns
Nell'estate 2010 firma per i Boston Celtics non riuscendo però a contribuire in maniera concreta all'obiettivo prefissato dalla squadra cioè vincere un ulteriore titolo NBA.
Dopo due stagioni decide di firmare per la squadra dei Phoenix Suns e qui riesce a dare un piccolo contributo individuale alla squadra.

#### Golden State Warriors
Il 23 luglio 2013 firma un contratto della durata di un anno con i Golden State Warriors.

## Statistiche
| * | Primo nella lega |

### NBA

#### Regular Season
| Anno      | Squadra             | PG   | PT  | MP   | TC%  | 3P%  | TL%  | RP   | AP  | PRP | SP  | PP   |
| --------- | ------------------- | ---- | --- | ---- | ---- | ---- | ---- | ---- | --- | --- | --- | ---- |
| 1996-1997 | Portland T. Blazers | 45   | 0   | 10,2 | 45,1 | 0,0  | 60,3 | 2,8  | 0,2 | 0,0 | 0,6 | 4,1  |
| 1997-1998 | Portland T. Blazers | 60   | 9   | 13,5 | 48,5 | 0,0  | 50,6 | 3,4  | 0,3 | 0,2 | 1,0 | 4,5  |
| 1998-1999 | Portland T. Blazers | 36   | 1   | 8,6  | 43,4 | 0,0  | 51,4 | 2,7  | 0,4 | 0,1 | 0,4 | 2,5  |
| 1999-2000 | Portland T. Blazers | 70   | 8   | 12,3 | 48,6 | 0,0  | 58,2 | 3,3  | 0,3 | 0,2 | 0,8 | 3,9  |
| 2000-2001 | Indiana Pacers      | 81   | 80  | 32,6 | 46,5 | 0,0  | 60,1 | 9,8  | 1,2 | 0,6 | 2,8 | 12,9 |
| 2001-2002 | Indiana Pacers      | 72   | 72  | 37,6 | 47,9 | 7,1  | 68,8 | 10,5 | 1,6 | 0,6 | 2,3 | 19,0 |
| 2002-2003 | Indiana Pacers      | 77   | 76  | 37,2 | 48,4 | 33,3 | 73,1 | 10,3 | 2,0 | 0,9 | 2,3 | 20,8 |
| 2003-2004 | Indiana Pacers      | 78   | 78  | 35,7 | 43,4 | 11,1 | 75,7 | 10,0 | 2,1 | 0,8 | 2,5 | 20,1 |
| 2004-2005 | Indiana Pacers      | 44   | 41  | 34,8 | 45,2 | 16,7 | 75,4 | 8,8  | 1,9 | 0,6 | 2,0 | 24,3 |
| 2005-2006 | Indiana Pacers      | 51   | 47  | 35,3 | 47,2 | 30,0 | 70,9 | 9,3  | 2,6 | 0,5 | 2,3 | 20,1 |
| 2006-2007 | Indiana Pacers      | 69   | 69  | 35,6 | 43,6 | 0,0  | 76,7 | 9,6  | 2,4 | 0,7 | 2,6 | 19,4 |
| 2007-2008 | Indiana Pacers      | 42   | 34  | 28,7 | 43,9 | 0,0  | 74,2 | 6,7  | 2,2 | 0,5 | 2,1 | 13,6 |
| 2008-2009 | Toronto Raptors     | 41   | 34  | 29,7 | 47,3 | 0,0  | 81,0 | 7,0  | 1,6 | 0,4 | 2,0 | 13,5 |
| 2008-2009 | Miami Heat          | 27   | 27  | 30,0 | 47,5 | -    | 75,0 | 5,4  | 2,0 | 0,4 | 2,0 | 13,0 |
| 2009-2010 | Miami Heat          | 70   | 70  | 28,4 | 52,9 | 0,0  | 72,0 | 7,0  | 1,3 | 0,4 | 1,4 | 13,6 |
| 2010-2011 | Boston Celtics      | 24   | 10  | 18,0 | 45,9 | 0,0  | 67,4 | 3,7  | 0,5 | 0,1 | 1,3 | 5,4  |
| 2011-2012 | Boston Celtics      | 25   | 24  | 22,8 | 43,3 | -    | 67,7 | 5,4  | 0,4 | 0,3 | 1,7 | 5,0  |
| 2012-2013 | Phoenix Suns        | 55   | 4   | 18,7 | 48,2 | -    | 83,5 | 5,3  | 0,8 | 0,3 | 1,4 | 8,3  |
| 2013-2014 | G.S. Warriors       | 44   | 13  | 20,1 | 50,4 | -    | 75,0 | 5,5  | 0,6 | 0,3 | 0,9 | 7,9  |
| Carriera  | Carriera            | 1011 | 697 | 27,1 | 46,7 | 14,7 | 71,5 | 7,6  | 1,4 | 0,5 | 1,8 | 14,3 |
| All-Star  | All-Star            | 5    | 2   | 24,0 | 47,8 | -    | 66,7 | 7,6  | 0,8 | 0,8 | 1,4 | 11,2 |

#### Play-off
| Anno     | Squadra             | PG | PT | MP   | TC%  | 3P% | TL%  | RP    | AP  | PRP | SP  | PP   |
| -------- | ------------------- | -- | -- | ---- | ---- | --- | ---- | ----- | --- | --- | --- | ---- |
| 1997     | Portland T. Blazers | 2  | 0  | 2,0  | 0,0  | 0,0 | 0,0  | 0,5   | 0,0 | 0,0 | 0,5 | 0,0  |
| 1998     | Portland T. Blazers | 1  | 0  | 3,0  | 0,0  | 0,0 | -    | 1,0   | 0,0 | 0,0 | 2,0 | 0,0  |
| 1999     | Portland T. Blazers | 9  | 0  | 6,1  | 40,0 | -   | 50,0 | 1,9   | 0,1 | 0,0 | 0,3 | 1,6  |
| 2000     | Portland T. Blazers | 8  | 0  | 4,8  | 27,3 | -   | 66,7 | 0,9   | 0,1 | 0,0 | 0,4 | 1,5  |
| 2001     | Indiana Pacers      | 4  | 4  | 39,3 | 43,6 | 0,0 | 50,0 | 12,5  | 1,8 | 0,0 | 2,5 | 9,8  |
| 2002     | Indiana Pacers      | 5  | 5  | 38,4 | 44,7 | 0,0 | 75,0 | 7,6   | 1,0 | 0,8 | 1,6 | 17,2 |
| 2003     | Indiana Pacers      | 6  | 6  | 45,3 | 46,7 | 0,0 | 78,5 | 17,5* | 0,7 | 0,5 | 3,0 | 22,8 |
| 2004     | Indiana Pacers      | 16 | 16 | 37,8 | 42,3 | 0,0 | 70,0 | 9,1   | 1,2 | 0,5 | 2,3 | 19,2 |
| 2005     | Indiana Pacers      | 13 | 13 | 36,6 | 36,5 | 0,0 | 75,0 | 8,0   | 2,2 | 0,5 | 2,6 | 16,0 |
| 2006     | Indiana Pacers      | 6  | 6  | 36,0 | 52,4 | 0,0 | 71,7 | 7,5   | 1,7 | 0,5 | 2,3 | 21,0 |
| 2009     | Miami Heat          | 6  | 5  | 27,0 | 54,9 | -   | 75,0 | 4,5   | 1,5 | 0,5 | 1,5 | 13,3 |
| 2010     | Miami Heat          | 5  | 5  | 23,4 | 20,5 | -   | 42,9 | 5,6   | 1,0 | 0,8 | 2,0 | 4,2  |
| 2011     | Boston Celtics      | 9  | 9  | 21,9 | 48,8 | -   | 90,9 | 4,2   | 0,9 | 0,2 | 1,8 | 5,8  |
| 2014     | G.S. Warriors       | 7  | 3  | 12,0 | 56,3 | -   | 75,0 | 3,4   | 0,1 | 0,1 | 0,4 | 6,0  |
| Carriera | Carriera            | 97 | 72 | 26,6 | 42,6 | 0,0 | 71,8 | 6,5   | 1,0 | 0,4 | 1,7 | 11,6 |

#### Massimi in carriera
- Massimo di punti: 55 vs. Milwaukee Bucks (4 gennaio 2005)[1]
- Massimo di rimbalzi: 22 vs. Boston Celtics (29 aprile 2003)
- Massimo di assist: 7 (7 volte)
- Massimo di palle rubate: 5 vs New Jersey Nets (21 dicembre 2001)
- Massimo di stoppate: 10 vs. Toronto Raptors (22 gennaio 2003)
- Massimo di minuti giocati: 54 vs. Houston Rockets (13 marzo 2001)

## Palmarès

### Individuale
- McDonald's All-American Game (1996)
- NBA Most Improved Player (2002)
- All-NBA Second Team (2004)
- 2 volte All-NBA Third Team (2002, 2003)
- 6 volte NBA All-Star (2002, 2003, 2004, 2005, 2006, 2007)
- Ventiquattresimo miglior stoppatore di sempre NBA